# Bachia
Sous-famille
Genre
Bachia, unique représentant de la sous-famille des Bachiinae, est un genre de sauriens de la famille des Gymnophthalmidae.

## Répartition
Les 31 espèces de ce genre se rencontrent en Amérique du Sud et dans le sud de l'Amérique centrale.

## Description
Ce sont des reptiles diurnes et ovipares assez petits, aux pattes petites voire atrophiées[réf. nécessaire].

## Liste des espèces
Selon The Reptile Database (28 mars 2020) :
- Bachia alleni (Barbour, 1914)
- Bachia barbouri Burt & Burt, 1931
- Bachia beebei Murphy, Salvi, Santos, Braswell, Charles, Borzée & Jowers, 2019
- Bachia bicolor (Cope, 1896)
- Bachia blairi (Dunn, 1940)
- Bachia bresslaui (Amaral, 1935)
- Bachia cacerensis Castrillon & Strussman, 1998
- Bachia didactyla De Freitas, Strüssmann, De Carvalho, Kawashita-Ribeiro & Mott, 2011
- Bachia dorbignyi (Duméril & Bibron, 1839)
- Bachia flavescens (Bonnaterre, 1789)
- Bachia geralista Teixeira, Sousa-Recoder, Camacho, De Sena, Navas & Rodrigues, 2013
- Bachia guianensis Hoogmoed & Dixon, 1977
- Bachia heteropa (Wiegmann, 1856)
- Bachia huallagana Dixon, 1973
- Bachia intermedia Noble, 1921
- Bachia lineata (Boulenger, 1903)
- Bachia marcelae (Donoso-Barros & Garrido, 1964)
- Bachia micromela Rodrigues, Pavan & Curcio, 2007
- Bachia oxyrhina Rodrigues, Camacho, Sales Nunes, Sousa Recoder, Teixeira Jr., Valdujo, Ghellere, Mott & Nogueira, 2008
- Bachia pallidiceps (Cope, 1862)
- Bachia panoplia Thomas, 1965
- Bachia peruana (Werner, 1901)
- Bachia psamophila Rodrigues, Pavan & Curcio, 2007
- Bachia pyburni Kizirian & McDiarmid, 1998
- Bachia remota Ribeiro-Júnior, Da Silva & Lima, 2016
- Bachia scaea Teixeira, Dal Vechio, Sales-Nunes, Mollo-Neto, Moreira-Lobo, Storti, Junqueira-Gaiga, Freire-Dias & Rodrigues, 2013
- Bachia scolecoides Vanzolini, 1961
- Bachia talpa Ruthven, 1925
- Bachia trinitatis (Barbour, 1914)
- Bachia trisanale (Cope, 1868)
- Bachia whitei Murphy, Salvi, Santos, Braswell, Charles, Borzée & Jowers, 2019

## Publications originales
- Gray, 1845 : Catalogue of the specimens of lizards in the collection of the British Museum. p. 1-289 (texte intégral).
- Castoe, Doan & Parkinson, 2004 : Data partitions and complex models in Bayesian analysis: The phylogeny of gymnophthalmid lizards. Systematic Biology, vol. 53, p. 448–469.